# Cardiocrinum giganteum
Cardiocrinum giganteum är en liljeväxtart som först beskrevs av Nathaniel Wallich, och fick sitt nu gällande namn av Tomitaro Makino. Cardiocrinum giganteum ingår i släktet Cardiocrinum och familjen liljeväxter.

## Underarter
Arten delas in i följande underarter:
- C. g. giganteum
- C. g. yunnanense

## Bildgalleri

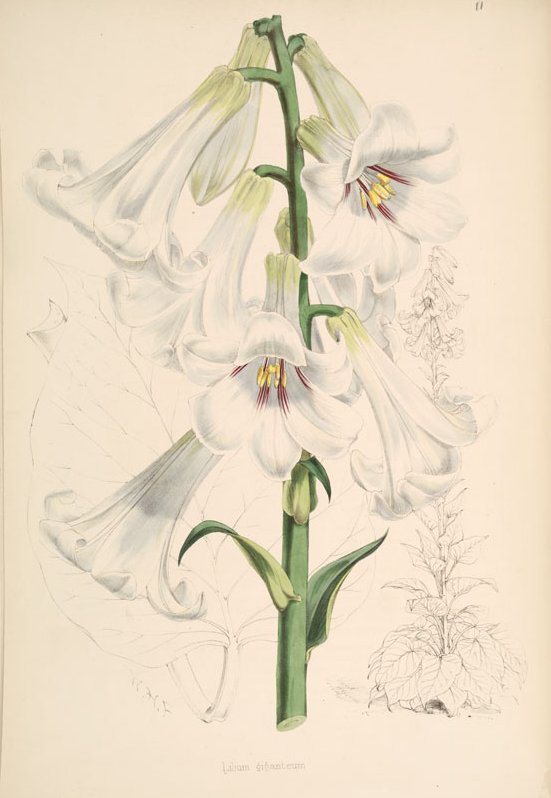